# Sh2-155
Maglica Špilja (eng: Cave Nebula) je tamna i difuzna maglica koja se nalazi u sklopu većeg kompleksa maglica u Kefeju. Kompleks maglica sadrži emisijske, refleksijske i tamne maglice.
Maglica je veoma težak objekt za vizualno promatranje ali istodobno veoma je popularna kod astrofotografa. Duže ekspozicije otkrivaju predivnu crvenu maglicu u mnoštvu zvijezda Mliječnog puta. Na fotografijama je vidljivo i zbog čega je maglica dobila svoj nadimak "Špilja". Tamna maglica na istočnom rubu maglice je obrubljena sjajnim dijelovima maglice što ostavlja dojam kao u duboke špilje kada se gleda u teleskopu ili na fotografiji.